# Квалификације за Светско првенство у фудбалу 2018 — УЕФА бараж
У баражу УЕФА квалификација играју осам другопласираних репрезентација из девет група УЕФА квалификационог турнира за пласман на завршницу турнира Светског првенства у фудбалу 2018. године. Укупно 13 места је слободно на првенству за репрезентације из Европе не укључујући домаћина Русију. Најбоље другопласиране репрезентације ће бити подељене у два шешира у складу са светским рангом ФИФА од октобра 2017. Победници мечева плејофа придружиће се победницима девет група европских квалификација на Светском првенству у Русији.

## Табела другопласираних репрезентација
Не рачунају се утакмице против последњепласираних репрезентација. Најлошија другопласирана репрезентација не игра у баражу.
|    | Гру | Репрезентација  | ИГ | П | Н | И | ГД | ГП | ГР  | Б  |
| -- | --- | --------------- | -- | - | - | - | -- | -- | --- | -- |
| 1. | Б   | Швајцарска      | 8  | 7 | 0 | 1 | 18 | 6  | +12 | 21 |
| 2. | Г   | Италија         | 8  | 5 | 2 | 1 | 12 | 8  | +4  | 17 |
| 3. | Е   | Данска          | 8  | 4 | 2 | 2 | 13 | 6  | +7  | 14 |
| 4. | И   | Хрватска        | 8  | 4 | 2 | 2 | 8  | 4  | +4  | 14 |
| 5. | А   | Шведска         | 8  | 4 | 1 | 3 | 18 | 9  | +9  | 13 |
| 6. | Ц   | Северна Ирска   | 8  | 4 | 1 | 3 | 10 | 6  | +4  | 13 |
| 7. | Х   | Грчка           | 8  | 3 | 4 | 1 | 9  | 5  | +4  | 13 |
| 8. | Д   | Република Ирска | 8  | 3 | 4 | 1 | 7  | 5  | +2  | 13 |
| 9. | Ф   | Словачка        | 8  | 4 | 0 | 4 | 11 | 6  | +5  | 12 |

| Први шешир                                             | Други шешир                                                     |
| ------------------------------------------------------ | --------------------------------------------------------------- |
| Швајцарска (11) Италија (15) Хрватска (18) Данска (19) | Северна Ирска (23) Шведска (25) Република Ирска (26) Грчка (47) |

## Бараж
- Сва времена су по средњоевропском времену.

Жреб је био одржан 17. октобра 2017. године у Цириху, Швајцарска. Победници баража су се квалификовали на Светско првенство 2018. у Русији.
| Репрезентација | Укупан рез. | Репрезентација  | 1. утак. | 2. утак. |
| -------------- | ----------- | --------------- | -------- | -------- |
| Северна Ирска  | 0:1         | Швајцарска      | 0:1      | 0:0      |
| Хрватска       | 4:1         | Грчка           | 4:1      | 0:0      |
| Шведска        | 1:0         | Италија         | 1:0      | 0:0      |
| Данска         | 5:1         | Република Ирска | 0:0      | 5:1      |

### Утакмице баража
| Северна Ирска | 0:1                         | Швајцарска        |
| ------------- | --------------------------- | ----------------- |
|               | Детаљи (FIFA) Детаљи (UEFA) | Родригес 58’ пен. |

| Швајцарска | 0:0                         | Северна Ирска |
| ---------- | --------------------------- | ------------- |
|            | Детаљи (FIFA) Детаљи (UEFA) |               |

| Хрватска                                                   | 4:1                         | Грчка        |
| ---------------------------------------------------------- | --------------------------- | ------------ |
| Модрић 13’ пен. · Калинић 19’ · Перишић 33’ · Крамарић 49’ | Детаљи (FIFA) Детаљи (UEFA) | Сократис 30’ |

| Грчка | 0:0                         | Хрватска |
| ----- | --------------------------- | -------- |
|       | Детаљи (FIFA) Детаљи (UEFA) |          |

| Шведска      | 1:0                         | Италија |
| ------------ | --------------------------- | ------- |
| Јохансон 61’ | Детаљи (FIFA) Детаљи (UEFA) |         |

| Италија | 0:0                         | Шведска |
| ------- | --------------------------- | ------- |
|         | Детаљи (FIFA) Детаљи (UEFA) |         |

| Данска | 0:0                         | Република Ирска |
| ------ | --------------------------- | --------------- |
|        | Детаљи (FIFA) Детаљи (UEFA) |                 |

| Република Ирска | 1:5                         | Данска                                                    |
| --------------- | --------------------------- | --------------------------------------------------------- |
| Дафи 6’         | Детаљи (FIFA) Детаљи (UEFA) | Кристерсен 29’ · Ериксен 32’, 63’, 74’ · Бентнер 90’ пен. |